# 富國島 (台灣)

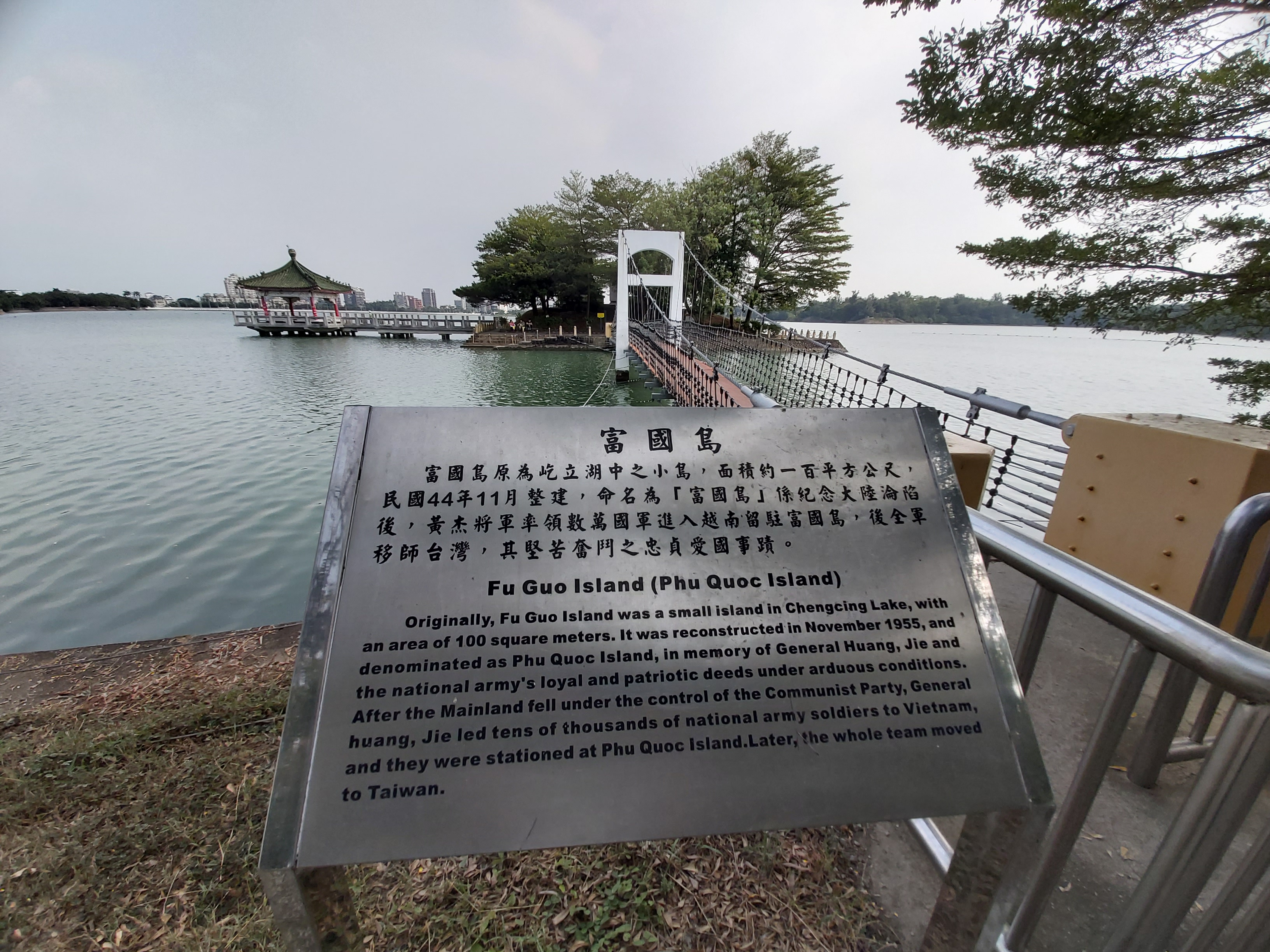
澄清湖風景區富國島

富國島位於臺灣高雄市鳥松區，為澄清湖的一座人工內陸島，面積約100平方公尺，1955年11月予整建命名為富國島，以紀念中華民國國軍在越南的孤軍。

## 島上景觀

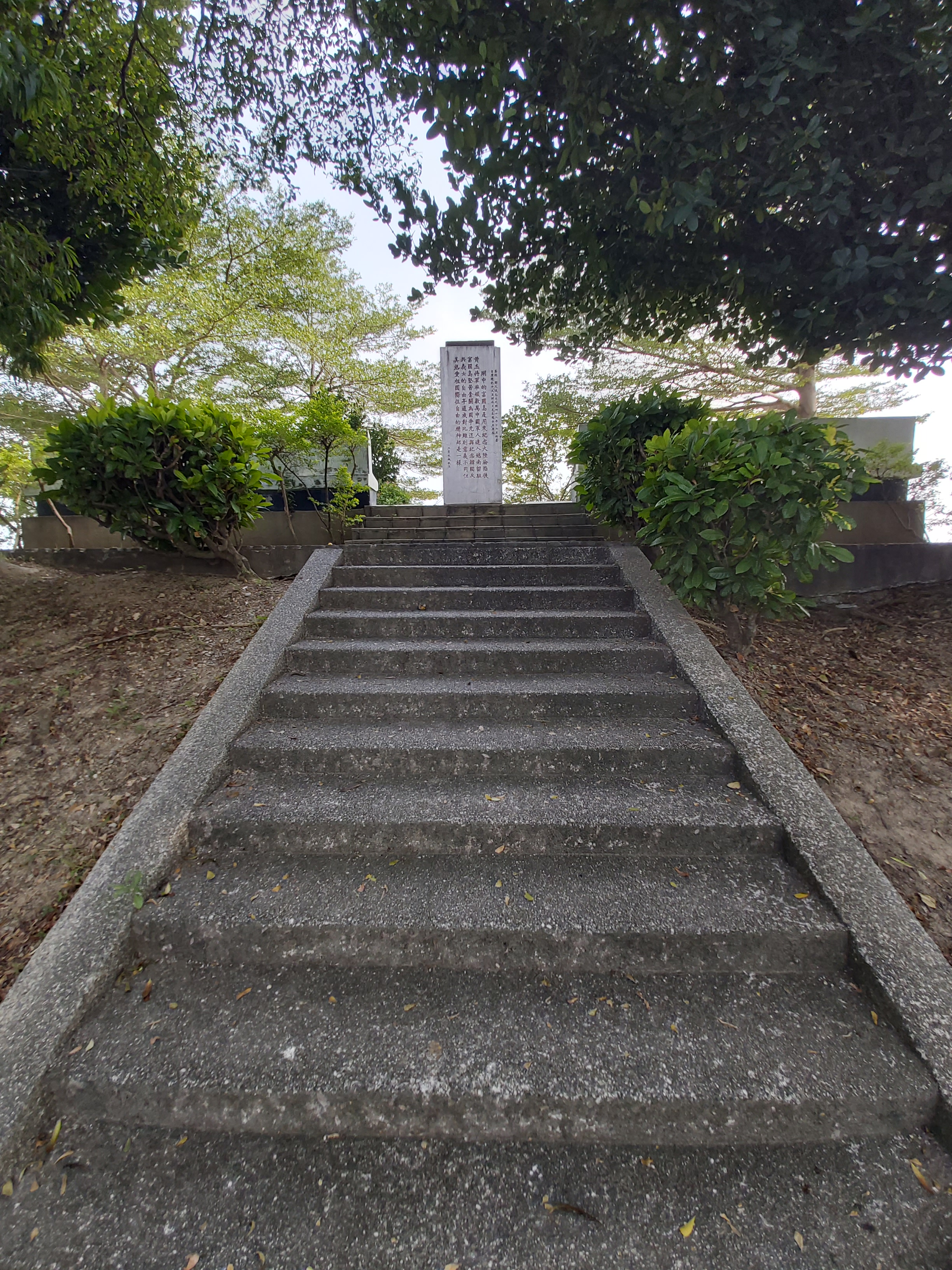
富國島石碑

- 石碑：正面寫著「富國島」三字，背面寫著鄧文儀先生在民國49年所著的「大貝湖水月花容冠全台」，其內容大約在講中華民國政府於大陸淪陷後，黃杰將軍率領殘餘部隊，登陸越南富國島，希望能乘機「反攻大陸」，越南軍隊數次攻擊，但都失敗，最後由於聯合國的施壓，才被迫撤兵。[1]
- 思源亭：為於富國島旁的涼亭，走著石橋即可到達。[2]
- 吊橋，通往富國島的唯一途徑，全長約60－70公尺。[3]

## 外部連結
- 澄清湖風景區-景點介紹